# Theodore Lidz
Theodore Lidz (ur. 1 kwietnia 1910 w Nowym Jorku, zm. 16 lutego 2001 w Hamden, Connecticut) – amerykański lekarz psychiatra. Autor szeregu prac na temat schizofrenii i psychoterapii u pacjentów ze schizofrenią. Zwolennik badań nad środowiskowymi uwarunkowaniami chorób psychicznych.

## Wybrane prace
- The person, his and her development throughout the life cycle. Basic Books, 1983
- The origin and treatment of schizophrenic disorders. Basic Books, 1973
- The family and human adaptation: three lectures. International Universities Press, 1968
- Theodore Lidz, Ruth Wilmanns Lidz, Harriette Dukeley Borsuch: Oedipus in the Stone Age: a psychoanalytic study of masculinization in Papua New Guinea. International Universities Press, 1989